# Een jongen
Een jongen (oorspronkelijke titel: Of a Boy; What The Birds See in het Verenigd Koninkrijk en de VS) is het boek dat de Australische schrijfster Sonya Hartnett schreef in 2002.

## Samenvatting
Adrian is een klein jongetje van negen jaar dat bij zijn grootmoeder en oom woont omdat zijn vader hem niet meer wilde. Op school heeft hij een vriend, Clinton. Op twintig minuten rijden van het dorp van de hoofdpersoon Adrian zijn twee meisjes en een jongen, Veronica, Zoë en Christopher Metford, vermist. Op een dag wordt een huis dat nog nooit bewoond is geweest, plots bewoond door een gezin met een vader, een moeder, twee meisjes en een jongen. Adrian leerde een van de meisjes kennen toen ze in een park om hulp riep. Er was een vogel die aan het sterven was en het meisje wilde de vogel helpen. Daarom vroeg ze aan Adrian om hem te verplaatsen. Toen Adrian de vogel opnam, voelde hij niets meer; de vogel was slap geworden. Ze besloten de vogel te begraven in het park. Adrian maakte daarna kennis met het meisje. Ze was zijn overbuurmeisje. Ze kwamen de volgende ochtend samen om te spelen. Het meisje dat hij in het park had ontmoet, beweerde dat ze met haar andere zus en broer de Metfordkinderen waren. Adrian vroeg aan zijn zus Joely of het waar was, maar die zei van niet.
Toen Adrian zijn beste vriend verloor, was hij heel droevig. Clinton was veranderd. Het kwam door Paul; hij had Clinton veranderd door zijn populariteit op school. Paul was een slimme jongen en daardoor kon hij iedereen als vriend krijgen. De dag waarop Adrian bij Clinton ging spelen, bleek Paul verstopt te zijn achter een paar dozen in de garage. Toen Adrian zag wat Clinton deed met de spullen in de garage wist hij dat ditzelfde ging gebeuren met zijn slinky (dat was een stuk speelgoed dat hij zelf had mogen kiezen en een belangrijk iets voor hem was). Hij wilde het al niet ruilen met Nicole (het meisje in het park), maar nu had hij geen andere keuze dan zijn slinky te laten verpletten. Hij was heel erg verdrietig, en zijn oom Rory probeerde hem op te beuren met een schilderij.
Dagen gingen voorbij tot een voorspeller zei dat hij had gezien dat de kinderen zich bevonden 'waar water was'. Nicole zei tegen Adrian dat ze wist waar ze waren. Ze besloten om voor het vallen van de nacht de kinderen te gaan zoeken. Ze gingen in de richting van het park en daar de heuvels op, naar het zwembad, dat op slot zat. Dit weerhield hen echter niet. Ze klommen over het hek. Nicole ging over een zeil dat over het zwembad hing en ze bleef daar een tijdje in evenwicht, maar plots brak het zeil en Nicole viel in het water. Adrian wist even niet wat hij moest doen en sprong haar achterna omdat hij haar niet alleen kon laten. Het verhaal eindigt met de grootmoeder van Adrian, die beweert dat hij, net als de Metfordkinderen, is ontvoerd.